# Kaj Leo Kristensen
Kaj Leo Kristensen (7. november 1917 i Vråby Sogn – 17. marts 1945 i Ryvangen) var en dansk modstandsmand.

## Biografi
Kaj Leo Kristensen blev født den 7. november 1917 i Vråby by som søn af den 39-årige parcelist Ole Ferdinand Kristensen og den 3 år yngre hustru Marie Elisabeth Kristensen og døbt første søndag efter hellig tre konger året efter i Vråby kirke.
Han var vulkanisør (dvs. arbejdede med fremstilling af bildæk) i Køge og blev under besættelsen modstandsmand. Først fra 1942 som tilknyttet den illegale gruppe Hjemmefronten og senere som medlem af den såkaldte Skindergadegruppe under Holger Danske (1. kompagni, 2. afdeling, 3. gruppe), som havde base i Georg Stougaards urmagerforretning i Skindergade 44, København. Kristensen var involveret i den illegale presse, sabotage mm.
Han blev sammen med resten af gruppen (undtagen Lis Mellemgaard, som var syg) arresteret af Gestapo den 26. februar 1945, fordi gruppens leder Hans Brahe Salling var blevet genkendt på gaden af en kone til en stikker. Hele gruppen blev dømt til døden ved en tysk krigsret og henrettet ved skydning i Ryvangen 17. marts 1945.

## Efter hans død
Den 19. maj 1945 blev hans jordiske rester i Ryvangen opgravet.
Den 21. Juli blev der holdt en jordpåkastelse i Grundtvigskirken.
Den 29. august blev Kristensen sammen med 105 andre ofre for besættelsen begravet i Mindelunden i Ryvangen af biskop Hans Fuglsang-Damgaard i en stort anlagt begravelse med deltagelse af kongehuset, regeringen og repræsentanter fra modstandsbevægelsen.
I 1995 blev der i Skindergade opsat en mindetavle over Skindergadegruppens faldne, hvor hans navn af ukendte årsager er stavet Leo Christensen.